# 財貨
在经济学中，財貨（英語：Goods），或簡稱財，是一種用於满足消費者欲望和需求的物品，同時提供效用。狹義上的財貨指有形財，在此情況下與無形的服務對比。
物品與負物品（Bads）相對。人類希望得到物品，即有勝於無，同時不希望得到負物品，即越少越好。

## 經濟學中討論的物品
| 屬性           | 區分       | 定義                                               | 例子                 |
| -------------- | ---------- | -------------------------------------------------- | -------------------- |
| 稀有性         | 經濟物品   | 稀有且供需平衡或價格略有失衡                       | 鑽石                 |
| 稀有性         | 免費物品   | 非稀有且供應遠超過需求，即沒有價格，不具備貨幣價值 | 正常空氣             |
| 競爭性和排他性 | 私有財     | 競爭性且排他性                                     | 食品、汽車、衣物     |
| 競爭性和排他性 | 共有財     | 競爭性但非排他性                                   | 水資源、煤炭         |
| 競爭性和排他性 | 俱樂部物品 | 非競爭性但排他性                                   | 電視訊號             |
| 競爭性和排他性 | 公共物品   | 非競爭性且非排他性                                 | 國防、知識           |
| 生產           | 資本財     | 用來協助生產                                       | 餐廳內播放的電視節目 |
| 生產           | 最終財     | 供人消費                                           | 家中的電視節目       |
| 價格彈性       | 正常物品   | 消費者所得增加後需求亦增加                         | 主食                 |
| 價格彈性       | 中性財     | 消費者所得增加後需求不變                           | 藥物                 |
| 價格彈性       | 劣等物品   | 消費者所得增加後需求減少                           | 快餐                 |
| 價格彈性       | 奢侈品     | 需求的所得彈性大於1                                | 名牌品               |
| 價格彈性       | 吉芬物品   | 一種劣等物品，當中所得效應大於替代效應             | 詳見該頁             |

| 分類     | 定義               | 例子                     |
| -------- | ------------------ | ------------------------ |
| 替代物品 | 需求的交叉彈性為正 | iPhone是三星手機的替代品 |
| 互補物品 | 需求的交叉彈性為負 | 牛油是麵包的互補品       |
| 獨立物品 | 需求的交叉彈性為零 | iPhone和牛油為獨立物品   |

### 有形物品與無形物品
相對於有形物品可以販賣、讓渡、購入等方式將財貨所有權轉移給消費者，那些不涉及所有權轉移的為無形物品（服務）。舉例來說，蘋果為有形財，而理髮（服務）、按摩（服務）、新聞、資訊屬於一種無形財，並且只能通過媒介接收，如印刷、廣播、網路。

## 替代效應與所得效應
假設一個財貨 X、它的互補品 Y 和它的替代品 Z。僅考慮替代效果，當財貨X 的價格下降時，對互補品 Y 的需求增加，對替代品 Z 的需求減少。相反，當財貨 X 的價格上升時，對互補品 Y 的需求減少，而對替代品 Z 的需求增加。
當加上所得效果時，如果互補品 Y 是劣等財或替代品 Z 是奢侈品，所得效果的作用方向相反。因此，總效果取決於替代關係和互補關係的強弱。